# Evil Dead Rise
Evil Dead Rise (titulada Evil Dead: El despertar en Hispanoamérica y Posesión infernal: El despertar en España) es una película de terror de 2023 escrita y dirigida por Lee Cronin, y producida para Warner Bros. por parte de Ghost House Pictures en asociación con New Line Cinema como la quinta secuela oficial de la franquicia de Evil Dead. La trama de la película sigue a dos distanciadas hermanas que tras haberse reunido se ven obligadas a confrontar a entidades demoniacas conocidas como Deadites.
Desarrollada a partir de ideas descartadas tanto de continuaciones, del remake del 2013 y de una cuarta película de la trilogía original. Para octubre de 2019, Sam Raimi hizo pública la realización de una película de la franquicia con Robert G. Tapert como productor en conjunto con el actor Bruce Campbell. En un principio se esperaba que la película fuera liberada directamente a streaming en los Estados Unidos a través de la plataforma HBO Max en 2022, finalmente debido a un cambio en la administración en Warner Bros. la película sería lanzada en cines a partir del 21 de abril del 2023.
La película cosechó buenas críticas entre los especialistas quienes alabaron la dirección de Lee Cronin, la actuación de la mayoría del elenco, (destacando a Sutherland) así como el tono violento y los cambios realizados a la premisa clásica de la franquicia. Así mismo la película se convirtió en un éxito financiero durante sus primeras semanas de estreno logrando triplicar su presupuesto en la taquilla internacional en su primer fin de semana de exhibición.

## Argumento
Mientras se hospedan en una cabaña junto a un lago, las vacaciones de un grupo de jóvenes, Jessica, Teresa y Caleb, se ven interrumpidas cuando Jessica, que aparentemente estaba enferma, revela estar poseída al ser capaz recitar pasajes del libro que Teresa estaba leyendo sin siquiera mirarlo. Acto seguido escalpa fácilmente a Teresa y decapita a Caleb después de que se lesiona su cara con las hélices del dron del muchacho. Una horrorizada Teresa no puede hacer más que ver cómo Jessica se eleva sobre el lago.
Un día antes, la técnico en guitarras Beth descubre que esta embarazada, por lo que decide hacerle una visita a su hermana mayor, Ellie, en su departamento decadente en un edificio en Los Ángeles. A su llegada, Beth descubre que Ellie ya no está junto a su esposo, lo que la lleva a dudar sobre decirle sobre su embarazo. Mientras los de hijos Ellie; Danny, Bridget y Kassie salen a buscar pizzas, un terremoto azota el edificio mientras los chicos estaban en el estacionamiento, lo que abre un agujero en el suelo. Danny inspecciona la grieta descubriendo en el proceso una bóveda secreta de la que saca discos de vinilo junto a un libro.
Creyendo que pueden obtener dinero extra al vender el libro, Danny consigue abrirlo al cortarse accidentalmente un dedo. Bridget le dice que deberían regresarlo pero como el terremoto puso en alerta a su madre, ambos adolescentes acuerdan posponer la tarea para el día siguiente. Danny entonces procede a escuchar los discos descubriendo que en el primero se registra el debate de un consejo de clérigos en 1923 donde un sacerdote llamado Marcus Littleton buscaba la aprobación de la iglesia para traducir los encantamientos del libro, el cual era descrito como un peligroso y oscuro tomo de magia demoniaca, fabricado con piel humana y escrito con sangre, llamado Naturom Demonto pero su propuesta fue rechazada por parte de los demás, quienes consideraron peligrosamente herético y negligente manipular el tomo. El segundo disco revelaba que Littleton y dos colegas decidieron desobedecer a la Iglesia y estudiar los encantamientos del libro en secreto, incluyendo en el disco una grabación de sí mismo leyendo en voz alta un conjuro. Conforme escuchan los pasajes, Danny trata de parar sin éxito la grabación, desde la cual se libera una entidad infernal que posee a Ellie mientras usaba el elevador.
A su regreso al departamento Ellie comienza hablar y comportarse de forma siniestra antes de vomitar excesivamente y suplicarle a su hermana que no deje que se apodere de sus bebés. Al ver que Ellie murió, Beth y unos vecinos intentan socorrerla solo para descubrir que el elevador está inhabilitado y las escaleras colapsaron. Mientras los vecinos intentan abrir una puerta que da a unas escaleras de emergencia, Ellie se reanima y ataca a Beth y Bridget, hiriéndolas. Para cuando el ruido alerta a los demás inquilinos, Ellie los asesina salvajemente, oportunidad que Beth aprovecha para dejarla afuera en los pasillos, donde acaba con los demás vecinos.
Danny le muestra a su tía el libro y le explicar el contenido de dos de los discos que escuchó. Beth cree que puede existir una solución en el tercer disco por lo que repara el tocadiscos y procede a escucharlo a solas. Sin embargo Bridget sucumbe a la posesión y ataca a Beth hasta que es asesinada en defensa propia por su hermana Kassie. 
Beth escucha el disco mientras Danny y Kassie esperan; allí descubre que no existe una solución, ya que cuando Littleton recitó el conjuro, despertó a una entidad conocida como el Demonio Kandarian, que mató y poseyó a los otros sacerdotes, hasta que solo quedó Littleton para luchar contra las criaturas que alguna vez fueron sus hermanos, explicando que en un inicio intentó salvarlos y posteriormente destruirlos, solo para descubrir que los poseídos eran inmunes a todo tipo de exorcismo, así como a cualquier método de destrucción, razón por la cual decidió esconder el libro dentro de una bóveda secreta en el banco.
Ellie se cuela al departamento usando los ductos de ventilación. Aunque Beth logra defenderse con ayuda de Kassie, no impide la muerte de Danny a manos de una reanimada Bridget. Beth intenta llevarse a Kassie por el estacionamiento al intentar usar el elevador, hiriendo fatalmente a Ellie que es auxiliada por los cuerpos reanimados de Bridget y Danny que se fusionan con ella mientras gritan que ambas van a morir al amanecer. Mientras el elevador se inunda de sangre, ambas consiguen llegar al estacionamiento hasta que son alcanzadas por la abominación creada por la fusión de Ellie, Bridget y Danny, que atrapa a Kassie antes de escapar. Beth se arma con una motosierra con la que consigue herir a los poseídos y empujarlos en una trituradora. Aceptando que su hermana murió, Beth arroja su cabeza aun viva a la trituradora y escapa con su sobrina. 
Al día siguiente Jessica, quien se reveló que residía en el edificio y no se enteró del terremoto ni la masacre, sale de su apartamento para reunirse con sus amigos e ir de vacaciones. Cuando baja al estacionamiento, descubre la sangre en la trituradora y los restos de Ellie y sus hijos, aun reanimados a pesar de estar triturados; lo que aprovecha el demonio Kandarian para atacarla y poseerla.

## Elenco
- Lily Sullivan como Beth
- Alyssa Sutherland como Ellie
- Morgan Davies como Danny
- Gabrielle Echols como Bridget
- Nell Fisher como Kassie
- Noah Paul como Bruce
- Richard Crouchley como Caleb
- Mirabai Pease como Teresa
- Anna-Maree Thomas como Jessica
- Jayden Daniels como Gabriel
- Billy Reynolds-McCarthy como Jake
- Tai Wano como Scott
- Mark Mitchinson como el Sr. Fonda

Adicionalmente, Bruce Campbell hace un cameo únicamente de voz y sin acreditar. El director Lee Cronin confirmó que la voz de Bruce Campbell puede ser escuchada en uno de los discos vinyl.

## Producción

### Desarrollo
En la estreno de South by Southwest, Fede Álvarez anunció que su película «Posesión infernal» (2013), un remake de The Evil Dead (1981), recibiría una secuela. Adicionalmente, Sam Raimi confirmó planes para escribir Evil Dead 4 junto a su hermano Ivan Raimi; fue posteriormente especificado que la película sería una secuela de El ejército de las tinieblas (1992). En un panel de la WonderCon en marzo de 2013, Bruce Campbell y Álvarez confirmaron que su plan era que la Evil Dead 2 de Álvarez y la ejército de las tinieblas 2 de Raimi tuvieran una secuela en una séptima entrega que fusionaria las narrativas de Ash Williams y Mia Allen.

### Rodaje
El rodaje inició en Nueva Zelanda el 6 de junio de 2021, con Dave Garbett colaborando como encargado de la cinematografía. Garbett anteriormente había participado en la franquicia en la serie de Ash vs Evil Dead. El 14 de julio de 2021, Cronin reveló que la filmación estaba a la mitad de concluir. La filmación oficialmente concluyó el 27 de octubre de 2021, con Cronin revelando que la película habría utilizado 6,500 litros de sangre falsa.

### Marketing
El 31 de octubre del 2022 tanto el actor Bruce Campbell como el director Colin Lee compartieron en el internet la primera imagen oficial de la película, en donde se ve a una de las actrices caracterizada como un deadite.

## Recepción

### Taquilla
"Evil Dead Rise" comenzó su exhibición en cines en Estados Unidos a partir del 21 de abril de 2023. Se estima que logró recaudar alrededor de 57 millones de dólares en su debut en 3, 402 cines estadounidenses mientras que a nivel internacional sumó 43 millones para un total de 100 millones de dólares. en su primer fin de semana

### Críticas
En el sitio de agregador de reseñas Rotten Tomatoes la película sostiene un porcentaje de 85% de aprobación basado en 171 reseñas mayormente positivas. El consenso resume: "Ofreciendo justo o que los fans de siempre podrían esperar y mientras levanta la franquicia al futuro, Evil Dead Rise es de todo tipo sensacional."
Al Horner de la revista Empire le dio cuatro estrellas de cinco adulando la actuación de Sunderland, el tono así como la dirección concluyendo: "Con una brillante actuación desquiciada de Alyssa Sunderland, un final de nota perfecta que desbloquea más historias por venir, Evil Dead Rise revive la franquicia durmiente más efectivamente que el propio Necronomicon". En una reseña más mixta Jason Bailey de The Playlist la calificó con una D+ criticando la dirección del director Lee Cronin, el guion de la película y parte de su trama escribiendo: "La experiencia de un espectador depende desproporcionadamente de sus expectativas personales de lo que una película de Evil Dead debería ser".